# Idaea fuscovittata
Idaea fuscovittata är en fjärilsart som beskrevs av Franz Dannehl 1926. Idaea fuscovittata ingår i släktet Idaea och familjen mätare. Inga underarter finns listade i Catalogue of Life.